# Friends of Hell
Friends of Hell es el segundo álbum de la banda británica Witchfinder General. En este álbum un músico adicional es el baterista Graham Dutchfield, antes Phil Cope grabó la guitarra y el bajo en el anterior álbum.

## Lista de canciones

### Lado A
1. Love On Smack - 4:10
2. Last Chance - 3:50
3. Music - 3:05
4. Friends Of Hell - 6:12

### Lado B
1. Requiem For Youth - 4:35
2. Shadowed Images - 4:15
3. I Lost You - 2:55
4. Quietus - 6:20
5. Quietus (Reprise) - 0:38

## Personal
- Zeeb Parkes -voz-
- Phil Cope -guitarra-
- Rod Hawkes -bajo-

## Músicos adicionales
- Graham Dutchfield -batería-

- Datos: Q3753296